# Stenus glabellus
Stenus glabellus är en skalbaggsart som beskrevs av Thomson 1870. Stenus glabellus ingår i släktet Stenus, och familjen kortvingar. Enligt den svenska rödlistan är arten nära hotad i Sverige. Arten förekommer på Gotland, Svealand och Nedre Norrland. Arten har tidigare förekommit i Götaland men är numera lokalt utdöd. Artens livsmiljö är våtmarker, skogslandskap, jordbrukslandskap.